# Jee Seok-jin
Jee Seok-jin (tiếng Hàn: 지석진; sinh ngày 10 tháng 2 năm 1966) là diễn viên hài, ca sĩ, người dẫn chương trình truyền hình, nam diễn viên và phát thanh viên người Hàn Quốc. Anh tốt nghiệp Đại học Ajou với bằng cử nhân Quản trị Kinh doanh. Vào năm 1992, anh chính thức ra mắt với tư cách ca sĩ, phát hành đĩa đơn đầu tiên "I Know".

## Sự nghiệp
Jee Seok-jin trở nên nổi tiếng với vai trò MC chính trong chương trình Star Golden Bell, phát sóng từ 2004 đến 2010.
Anh hiện là thành viên của chương trình truyền hình thực tế Running Man cùng với Yoo Jae-suk, Kim Jong-kook, Haha, Song Ji-hyo, Jeon So-min và Yang Se-chan.
Từ Running Man anh đã góp phần đưa làn sóng Hallyu ra ngoài trong nước với sự nổi tiếng hài hước bằng cơ thể và lời nói của mình, được mệnh danh là mắt xích yếu nhất. Mặc dù không thực sự quá tiếng tăm trong nước nhưng anh lại được fan quốc tế ưu ái và mến mộ tại các nước châu Á đặc biệt hơn cả là Trung Quốc.
Ca khúc của anh ra mắt mặc dù không quảng bá nhưng đã đứng thứ sáu bảng xếp hạng nổi tiếng tại nước ngoài và gây ngạc nhiên bởi các báo chí. Tuổi là anh cả trong nhóm nhưng anh luôn hết sức cố gắng kiên trì và luôn được kính trọng.

## Phim đã đóng

### Truyền hình
- 2003: KBS2 Sunday is 101%
- 2006: KBS2 Happy Sunday: Heroine 6/Heroines 5, High Five
- 2006–2010: KBS2 Star Golden Bell
- 2007: SBS Truth Game
- 2008: KBS2 Cider
- 2010–nay: SBS Running Man
- 2011–nay: MBC Death Camp 24 Hours
- 2012–nay: MBC Survival King
- 2014: KBS2 "Happy Together SS3" ep 244
- 2015: KBS2 "Happy Together SS3" ep 418 with Gary
- 2016: MBC "Radio Star" ep 467
- 2017-nay: MBC DJ "Radio 2pdate"
- 2017-nay: KBS2 "Happy Together" thành viên chính chức
- 2021: tvN Sixth Sense mùa 2 (khách mời tập 9 với Jo Se-ho)

## Sự nghiệp âm nhạc

### EP hợp tác
| Ca khúc thể hiện   | Thời gian phát hành | Nghệ sĩ hợp tác                                                                         | Album                                      | Tham khảo |
| ------------------ | ------------------- | --------------------------------------------------------------------------------------- | ------------------------------------------ | --------- |
| "I Like It" (좋아) | 22 tháng 9 năm 2019 | Yoo Jae-suk, Kim Jong-kook, Haha, Song Ji-hyo, Lee Kwang-soo, Jeon So-min, Yang Se-chan | Running Man Fan Meeting: Project Running 9 | [ 6 ]     |

## Giải thưởng và đề cử
| Năm  | Giải thưởng                                                         | Hạng mục                                                       | (Những) Người / Tác phẩm được đề cử | Kết quả   | Tham khảo    |
| ---- | ------------------------------------------------------------------- | -------------------------------------------------------------- | ----------------------------------- | --------- | ------------ |
| 2004 | KBS Entertainment Awards                                            | Giải thưởng Xuất sắc (Hạng mục Tạp kỹ)                         |                                     | Đoạt giải |              |
| 2007 | KBS Entertainment Awards                                            | Giải thưởng Xuất sắc (Hạng mục Tạp kỹ)                         |                                     | Đoạt giải |              |
| 2012 | Giải thưởng giải trí SBS lần thứ 6 (6th SBS Entertainment Awards)   | Giải thưởng Xuất sắc (Hạng mục Tạp kỹ)                         |                                     | Đoạt giải |              |
| 2013 | Giải thưởng giải trí SBS lần thứ 7 (7th SBS Entertainment Awards)   | Giải thưởng cặp đôi đẹp nhất (với Lee Kwang-soo)               | Running Man                         | Đề cử     | [ 7 ]        |
| 2013 | Giải thưởng giải trí SBS lần thứ 7 (7th SBS Entertainment Awards)   | Viewer's Most Popular Award (với các thành viên Running Man)   | Running Man                         | Đoạt giải | [ 7 ]        |
| 2015 | Seoul Luxury Brand Model Awards                                     | Hallyu Entertainer                                             |                                     | Đoạt giải |              |
| 2015 | Giải thưởng giải trí SBS lần thứ 9 (9th SBS Entertainment Awards)   | Giải thưởng xuất sắc (Hạng mục Tạp kỹ)                         | Running Man                         | Đoạt giải | [ 8 ]        |
| 2017 | Giải thưởng giải trí SBS lần thứ 11 (11th SBS Entertainment Awards) | Giải thưởng xuất sắc hàng đầu (Hạng mục Tạp kỹ)                | Running Man                         | Đoạt giải | [ 9 ] [ 10 ] |
| 2017 | Giải thưởng giải trí SBS lần thứ 11 (11th SBS Entertainment Awards) | Giải thưởng Ngôi sao toàn cầu (với các thành viên Running Man) | Running Man                         | Đoạt giải | [ 9 ] [ 10 ] |
| 2020 | Giải thưởng giải trí SBS lần thứ 14 (14th SBS Entertainment Awards) | Giải thưởng nội dung Vàng (với các thành viên Running Man)     | Running Man                         | Đoạt giải | [ 11 ]       |